# Razbojna (szczyt)
Razbojna (bułg. Разбойна) – najwyższy szczyt w kotlensko-wyrbiszkiej części Starej Płaniny. Mierzy 1128 m. Ma zaokrąglony grzbiet, łagodne zbocza, porośnięte lasami mieszanymi. Zbudowana jest z dolnokredowych margli i wapieni.